# Eugenacris pulchra
Eugenacris pulchra är en insektsart som beskrevs av Marius Descamps och Christiane Amédégnato 1972. Eugenacris pulchra ingår i släktet Eugenacris och familjen gräshoppor. Inga underarter finns listade i Catalogue of Life.